# Giải đua xe Công thức 1 2013

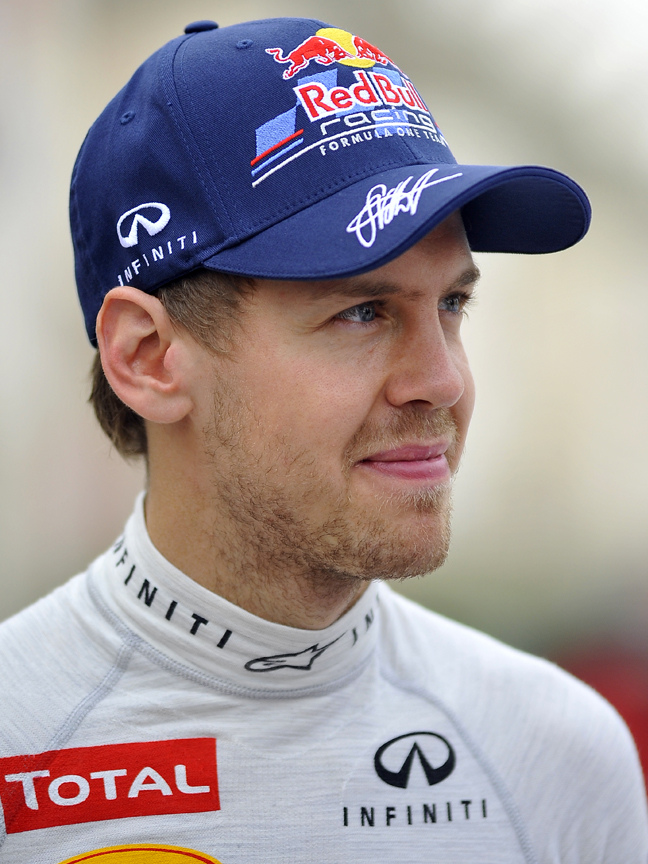
Sebastian Vettel trở thành nhà vô địch bốn lần liên tiếp với Red Bull Racing.

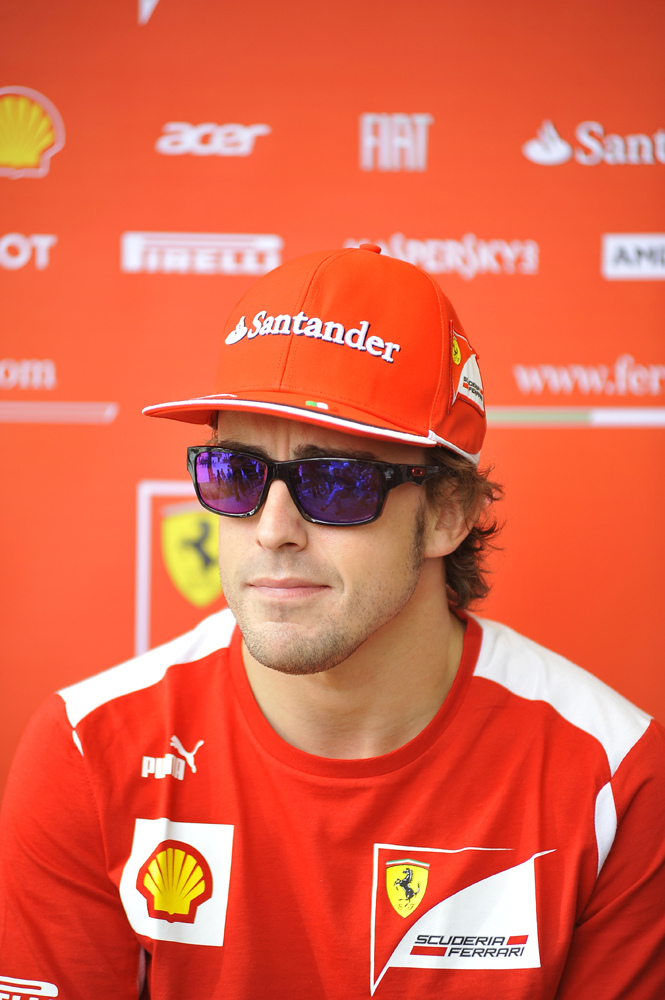
Fernando Alonso đứng thứ nhì trong bảng xếp hạng các tay đua, kém Vettel 155 điểm.

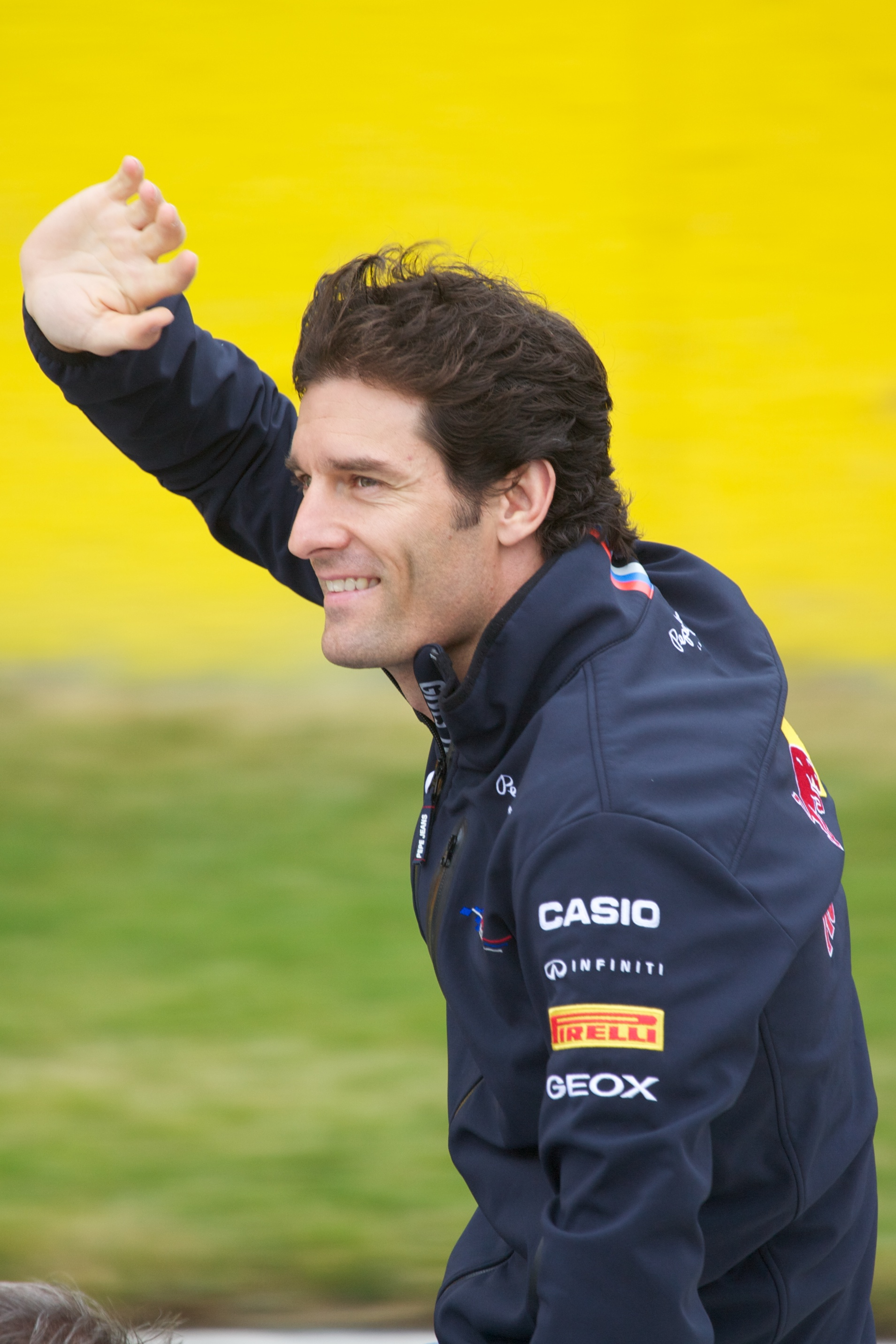
Đồng đội của Vettel, Mark Webber đứng thứ ba trong mùa giải Công thức 1 cuối cùng của anh.

Giải đua xe Công thức 1 2013 là mùa giải thứ 64 của Công thức 1 do Liên đoàn Ô tô Quốc tế (FIA) tổ chức. Giải này bao gồm 19 chặng đua từ tháng 3 cho đến tháng 11.
2013 cũng là năm cuối cùng khi động cơ V8 2,4 l được giới thiệu vào năm 2006 được sử dụng.
Sebastian Vettel đã bảo vệ thành công chức vô địch của mình và đồng thời giành chức vô địch thứ tư liên tiếp tại giải đua ô tô Công thức 1 Ấn Độ 2013, chặng đua thứ 15 của mùa giải. Anh trở thành tay đua thứ ba trong lịch sử Công thức 1 giành được bốn chức vô địch hạng mục tay đua liên tiếp. Ngoài ra, anh trở thành tay đua thứ tư vô địch ít nhất bốn lần cùng với Alain Prost, Juan Manuel Fangio và Michael Schumacher. Đó là một trong những chức vô địch với thành tích thống trị nhất trong lịch sử Công thức 1 và là chức vô địch cuối cùng mà một tay đua của Red Bull Racing giành được cho đến năm 2021 khi Max Verstappen giành được chức vô địch hạng mục tay đua đầu tiên của mình tại giải đua ô tô Công thức 1 Abu Dhabi 2021. Đồng thời, đó cũng là chức vô địch cuối cùng dành cho một tay đua tham gia với một đội đua sử dụng động cơ Renault cho đến năm 2022. Vettel giành chức vô địch với khoảng cách kỷ lục 155 điểm và màn trình diễn ấn tượng đó giúp anh giành được Giải thưởng Thể thao Thế giới Laureus với tư cách là Vận động viên nam của năm. Anh cũng chính là tay đua Công thức 1 thứ hai giành được giải này.
Vettel đã phá kỷ lục 13 lần giành chiến thắng trong một mùa giải của Schumacher và kết thúc mùa giải với chín chiến thắng liên tiếp. Fernando Alonso đứng thứ nhì trong bảng xếp hạng các tay đua cho Ferrari lần thứ ba sau bốn mùa giải và đây cũng là lần cuối cùng anh giành chiến thắng trong một cuộc đua hoặc lên bục trao giải cho đến giải đua ô tô Công thức 1 Qatar 2021. Đội của Vettel, Red Bull Racing, với sự hỗ trợ của đồng đội Mark Webber, đã bảo vệ thành công chức vô địch hạng mục đội đua và Red Bull Racing giành được chức vô địch lần thứ tư trong lịch sử đội.

## Các tay đua và đội đua
Bảng này liệt kê tất cả các tay đua có hợp đồng với đội đua với tư cách là tay đua chính hoặc tay đua dự bị/lái thử cho mùa giải 2013 hoặc những tay đua đã tham gia các cuộc lái thử chính thức. Các đội đua sau đây được sắp xếp theo thứ tự của bảng xếp hạng các đội đua vào năm 2012.
| Đội đua                       | Xe đua            | Động cơ           | Số xe | Tay đua             | Số chặng đua đã tham gia | Tay đua lái thử/ dự bị                                                                  |
| ----------------------------- | ----------------- | ----------------- | ----- | ------------------- | ------------------------ | --------------------------------------------------------------------------------------- |
| Infiniti Red Bull Racing      | Red Bull RB9      | Renault RS27-2013 | 1     | Sebastian Vettel    | Tất cả                   | Sébastien Buemi António Félix da Costa Daniel Ricciardo Carlos Sainz Jr.                |
| Infiniti Red Bull Racing      | Red Bull RB9      | Renault RS27-2013 | 2     | Mark Webber         | Tất cả                   | Sébastien Buemi António Félix da Costa Daniel Ricciardo Carlos Sainz Jr.                |
| Scuderia Ferrari              | Ferrari F138      | Ferrari Type 056  | 3     | Fernando Alonso     | Tất cả                   | Andrea Bertolini Jules Bianchi Marc Gené Davide Rigon Pedro de la Rosa                  |
| Scuderia Ferrari              | Ferrari F138      | Ferrari Type 056  | 4     | Felipe Massa        | Tất cả                   | Andrea Bertolini Jules Bianchi Marc Gené Davide Rigon Pedro de la Rosa                  |
| Vodafone McLaren Mercedes     | McLaren MP4-28    | Mercedes FO 108F  | 5     | Jenson Button       | Tất cả                   | Kevin Magnussen Gary Paffett Oliver Turvey                                              |
| Vodafone McLaren Mercedes     | McLaren MP4-28    | Mercedes FO 108F  | 6     | Sergio Pérez        | Tất cả                   | Kevin Magnussen Gary Paffett Oliver Turvey                                              |
| Lotus F1 Team                 | Lotus E21         | Renault RS27-2013 | 7     | Kimi Räikkönen      | 1–17                     | Jérôme D'Ambrosio Nicolas Prost Davide Valsecchi                                        |
| Lotus F1 Team                 | Lotus E21         | Renault RS27-2013 | 7     | Heikki Kovalainen   | 18–19                    | Jérôme D'Ambrosio Nicolas Prost Davide Valsecchi                                        |
| Lotus F1 Team                 | Lotus E21         | Renault RS27-2013 | 8     | Romain Grosjean     | Tất cả                   | Jérôme D'Ambrosio Nicolas Prost Davide Valsecchi                                        |
| Mercedes AMG Petronas F1 Team | Mercedes F1 W04   | Mercedes FO 108F  | 9     | Nico Rosberg        | Tất cả                   | Sam Bird Anthony Davidson Brendon Hartley                                               |
| Mercedes AMG Petronas F1 Team | Mercedes F1 W04   | Mercedes FO 108F  | 10    | Lewis Hamilton      | Tất cả                   | Sam Bird Anthony Davidson Brendon Hartley                                               |
| Sauber F1 Team                | Sauber C32        | Ferrari Type 056  | 11    | Nico Hülkenberg     | Tất cả                   | Robin Frijns Kimiya Satō                                                                |
| Sauber F1 Team                | Sauber C32        | Ferrari Type 056  | 12    | Esteban Gutiérrez   | Tất cả                   | Robin Frijns Kimiya Satō                                                                |
| Sahara Force India F1 Team    | Force India VJM06 | Mercedes FO 108F  | 14    | Paul di Resta       | Tất cả                   | Jules Bianchi James Calado James Rossiter                                               |
| Sahara Force India F1 Team    | Force India VJM06 | Mercedes FO 108F  | 15    | Adrian Sutil        | Tất cả                   | Jules Bianchi James Calado James Rossiter                                               |
| Williams F1 Team              | Williams FW35     | Renault RS27-2013 | 16    | Pastor Maldonado    | Tất cả                   | Daniel Juncadella Susie Wolff                                                           |
| Williams F1 Team              | Williams FW35     | Renault RS27-2013 | 17    | Valtteri Bottas     | Tất cả                   | Daniel Juncadella Susie Wolff                                                           |
| Scuderia Toro Rosso           | Toro Rosso STR8   | Ferrari Type 056  | 18    | Jean-Éric Vergne    | Tất cả                   | Sébastien Buemi Johnny Cecotto jr. António Félix da Costa Daniil Kvyat Carlos Sainz Jr. |
| Scuderia Toro Rosso           | Toro Rosso STR8   | Ferrari Type 056  | 19    | Daniel Ricciardo    | Tất cả                   | Sébastien Buemi Johnny Cecotto jr. António Félix da Costa Daniil Kvyat Carlos Sainz Jr. |
| Caterham F1 Team              | Caterham CT03     | Renault RS27-2013 | 20    | Charles Pic         | Tất cả                   | Sergio Canamasas Heikki Kovalainen Ma Qinghua Alexander Rossi Will Stevens              |
| Caterham F1 Team              | Caterham CT03     | Renault RS27-2013 | 21    | Giedo van der Garde | Tất cả                   | Sergio Canamasas Heikki Kovalainen Ma Qinghua Alexander Rossi Will Stevens              |
| Marussia F1 Team              | Marussia MR02     | Cosworth CA2013   | 22    | Jules Bianchi       | Tất cả                   | Tio Ellinas Rodolfo González Luiz Razia                                                 |
| Marussia F1 Team              | Marussia MR02     | Cosworth CA2013   | 23    | Max Chilton         | Tất cả                   | Tio Ellinas Rodolfo González Luiz Razia                                                 |

Chú thích:
1. 1 2 3 4 5 6 7 8 9 10 11 12 13 14 15 16 17 18 19  Tay đua này đã tham gia sự kiện Ngày Tay đua Trẻ (Young Driver Days) cho đội đua này.
2. 1 2 3 4 5  Tay đua này đã tham gia những buổi lái thử chính thức trước mùa giải cho đội đua này.
3. 1 2 3 4 5  Tay đua này được đội đua sử dụng trong ít nhất một buổi tập vào thứ Sáu.

### Thay đổi tay đua
- Sergio Pérez rời Sauber để đến McLaren và trở thành đồng đội của Jenson Button[26]. Pérez thay thế Lewis Hamilton sau khi Hamilton tuyên bố chuyển đến Mercedes[27].
- Ở Mercedes, Hamilton thay thế Michael Schumacher sau khi Schumacher kết thúc sự nghiệp Công thức 1 của mình vào cuối mùa giải 2012[28].
- Bất chấp hợp đồng của mình, Nico Hülkenberg rời Force India và chuyển sang Sauber[29].
- Charles Pic chuyển từ Marussia sang Caterham và nhận được một hợp đồng nhiều năm[30].
- Adrian Sutil, người không tham gia bất kỳ giải đua xe nào vào năm 2012, đã trở lại Force India. Anh đã từng đua cho đội kể từ năm 2007 khi đội còn tham gia với tên gọi là Spyker cho đến năm 2011[31].
- Heikki Kovalainen ban đầu không có chỗ đua và ban đầu vẫn là tay đua lái thử tại Caterham[32]. Trong hai chặng đua cuối cùng của mùa giải, anh được Lotus thuê để thay thế người đồng hương Kimi Räikkönen bị thương[33].
- Trong số sáu tay đua dẫn đầu của mùa giải GP2 năm ngoái, ba tay đua đã chuyển sang Công thức 1 với tư cách là tay đua chính và chính thức ra mắt trong mùa giải 2013. Esteban Gutiérrez, người về thứ ba với Lotus GP, đã chuyển sang Sauber[34]. Trước đây, anh đã làm việc với tư cách là tay đua lái thử. Max Chilton, người xếp thứ tư, đã chuyển từ Carlin sang Marussia. Trước đó, anh đã hoàn thành các lần lái thử với Marussia[35]. Giedo van der Garde, người đứng thứ sáu trong bảng xếp hạng các tay đua của giải đua xe GP2 với Caterham Racing vào năm 2012 và là tay đua lái thử cho Caterham, đã nhận được một chỗ đua chính tại Caterham[36].
- Vào mùa giải này, Valtteri Bottas cũng lần đầu tiên tham gia với tư cách là tay đua chính cho Williams. Bottas đã hoàn thành một số buổi chạy vào thứ Sáu cho Williams vào năm 2012 nhưng không tham gia trong bất kỳ chặng đua nào trong mùa giải 2012. Năm 2011, anh giành chức vô địch trong giải đua xe GP3 với Lotus GP[37].
- Pedro de la Rosa, tay đua năm 2012 của HRT, đã được đưa vào danh sách của Ferrari cho mùa giải 2013 và anh trở thành một trong số những tay đua lái thử và dự bị[38]. Jérôme D'Ambrosio, người đã tham gia một cuộc đua cho Lotus vào năm ngoái, cũng ở lại với Lotus với tư cách là tay đua lái thử và dự bị[39].
- Timo Glock, tay đua chính của Marussia vào năm 2012, chuyển sang giải đua xe DTM và trở thành tay đua của đội đua BMW[40].
- Bruno Senna chuyển từ Williams sang Aston Martin Racing trong giải đua xe sức bền (WEC)[41] và nhận được một chỗ đua GTE Pro ở AF Corse.
- Kamui Kobayashi, tay đua chính của Sauber vào năm 2012, cũng đã chuyển từ Công thức 1 sang WEC. Anh đã nhận được một chỗ đua GTE Pro với đội AF Corse[42].
- Narain Karthikeyan, tay đua chính của HRT vào năm ngoái, đã chuyển sang Auto GP và có một chỗ đua ở Zele Racing.
- Vitaly Petrov, tay đua chính của Caterham vào năm 2012, mất chỗ đua chính của mình ở đội đua đó.

### Thay đổi đội đua
Vào tháng 11 năm 2012, Thesan Capital, công ty sở hữu của đội đua HRT, thông báo rằng họ đang rao bán đội này. Do vậy, đội này cần tìm được người mua trước ngày 30 tháng 11—ngày phải trả phí để tham dự giải đấu năm 2013. Vì Thesan Capital đã không tìm được người mua kịp thời, HRT đã bị loại khỏi danh sách tham gia năm 2013.

## Lịch đua
| Stt | Chặng đua                             | Trường đua                                      | Ngày        |
| --- | ------------------------------------- | ----------------------------------------------- | ----------- |
| 1   | Giải đua ô tô Công thức 1 Úc          | Trường đua Albert Park, Melbourne               | 17 tháng 3  |
| 2   | Giải đua ô tô Công thức 1 Malaysia    | Trường đua Sepang International, Kuala Lumpur   | 24 tháng 3  |
| 3   | Giải đua ô tô Công thức 1 Trung Quốc  | Trường đua Shanghai International, Thượng Hải   | 14 tháng 4  |
| 4   | Giải đua ô tô Công thức 1 Bahrain     | Trường đua Bahrain International, Sakhir        | 21 tháng 4  |
| 5   | Giải đua ô tô Công thức 1 Tây Ban Nha | Trường đua Barcelona-Catalunya, Montmeló        | 12 tháng 5  |
| 6   | Giải đua ô tô Công thức 1 Monaco      | Trường đua Monaco, Monte Carlo                  | 26 tháng 5  |
| 7   | Giải đua ô tô Công thức 1 Canada      | Trường đua Gilles Villeneuve, Montréal          | 9 tháng 6   |
| 8   | Giải đua ô tô Công thức 1 Anh         | Trường đua Silverstone, Silverstone             | 30 tháng 6  |
| 9   | Giải đua ô tô Công thức 1 Đức         | Trường đua Hockenheimring, Hockenheim           | 7 tháng 7   |
| 10  | Giải đua ô tô Công thức 1 Hungary     | Hungaroring, Mogyoród                           | 28 tháng 7  |
| 11  | Giải đua ô tô Công thức 1 Bỉ          | Trường đua Spa-Francorchamps, Stavelot          | 25 tháng 8  |
| 12  | Giải đua ô tô Công thức 1 Ý           | Trường đua Monza, Monza                         | 8 tháng 9   |
| 13  | Giải đua ô tô Công thức 1 Singapore   | Trường đua đường phố Marina Bay, Singapore      | 22 tháng 9  |
| 15  | Giải đua ô tô Công thức 1 Hàn Quốc    | Trường đua Korea International Circuit, Yeongam | 13 tháng 10 |
| 14  | Giải đua ô tô Công thức 1 Nhật Bản    | Trường đua Suzuka International, Suzuka         | 6 tháng 10  |
| 16  | Giải đua ô tô Công thức 1 Ấn Độ       | Trường đua Buddh International, Greater Noida   | 27 tháng 10 |
| 17  | Giải đua ô tô Công thức 1 Abu Dhabi   | Trường đua Yas Marina, Abu Dhabi                | 3 tháng 11  |
| 18  | Giải đua ô tô Công thức 1 Hoa Kỳ      | Trường đua Americas, Austin, Texas              | 17 tháng 11 |
| 19  | Giải đua ô tô Công thức 1 Brasil      | Trường đua José Carlos Pace, São Paulo          | 24 tháng 11 |

### Thay đổi lịch đua
Giải đua ô tô Công thức 1 Châu Âu bị tạm ngừng từ năm 2013 khiến năm 2013 trở thành mùa giải đầu tiên không có giải đua ô tô Công thức 1 Châu Âu kể từ năm 1998, với trường đua đường phố Valencia đã tổ chức sự kiện này từ năm 2008. Mặc dù vậy, khả năng trở lại của trường đua này trong tương lai không hoàn toàn bị loại trừ. Thế nhưng, vào ngày 12 tháng 3 năm 2013,  trường đua đường phố Valencia đã đóng cửa vĩnh viễn và giải đua ô tô Công thức 1 Châu Âu đã quay trở lại lịch đua vào năm 2016 tại trường đua thành phố Baku ở Baku, Azerbaijan.
Bắt đầu từ năm 2008, giải đua ô tô Công thức 1 Đức đã diễn ra luân phiên giữa trường đua Nürburgring ở Nürburg và trường đua Hockenheimring ở Hockenheim. Nürburgring đã tổ chức giải đua ô tô Công thức 1 Đức vào năm 2013.
Giải đua ô tô Công thức 1 Nga đã nhận một hợp đồng vào năm 2013 và sẽ ra mắt tại trường đua Sochi ở Sochi, thành phố chủ nhà của Thế vận hội Mùa đông 2014. Tuy nhiên, chặng đua này đã bị trì hoãn đến năm 2014 sau khi việc xây dựng chưa hoàn thành.
Grand Prix of America được dự kiến đưa vào lịch và dự kiến sẽ diễn ra trên một trường đua đường phố mới ở New Jersey do Hermann Tilke thiết kế vào tháng 6 năm đó. Tuy nhiên, ngay sau khi cuộc đua được ấn định ngày trên lịch tạm thời, Bernie Ecclestone đã hủy bỏ hợp đồng với các nhà tổ chức ở New Jersey và các nhà tổ chức sau đó xác nhận rằng cuộc đua đã bị xóa khỏi lịch năm 2013 và được lên lịch lại cho 2014. Việc cuộc đua bị hủy được cho là do không có đủ tất cả các giấy phép cần thiết để tổ chức cuộc đua từ nhiều chi nhánh của các cơ quan chính phủ tiểu bang và liên bang.

## Thay đổi quy định
Từ mùa giải 2013, hệ thống DRS, trước đây được phép sử dụng trong buổi chạy, chỉ được phép sử dụng trong các khu vực DRS được chỉ định trong cuộc đua. Ngoài ra, hệ thống DRS kép chủ động (còn được gọi là "trục F thụ động"), trong đó có cơ chế kích hoạt của DRS, bị cấm sử dụng cho các mục đích khác, chẳng hạn như trục F trên chiếc xe Mercedes F1 W03.
Lốp của Pirelli được sử dụng trong năm 2013 nặng hơn khoảng 2 kg mỗi bộ so với lốp năm ngoái do cấu trúc khác - 200 g cho lốp trước, 700 g cho lốp sau. Do vậy, FIA tăng trọng lượng tối thiểu của xe đua (cộng thêm tay đua) từ 640 lên 642 kg.
Các đội được phép sử dụng bộ phận chắn để che mũi xe để chiếc xe đẹp hơn. Các bài thử nghiệm trên mũi xe đã được sửa đổi để chống lại sự biến dạng sau khi các đội đã phát triển lại đôi cánh tà rất đắt tiền vào năm ngoái. Loại cánh này bị biến dạng dưới áp suất tiếp xúc cao và do đó tính khí động học của chiếc xe đua được cải thiện.
Vì chỉ có 22 tay đua tham gia vào năm 2013 nên thể thức vòng phân hạng đã được điều chỉnh. Trong hai phần đầu tiên của vòng phân hạng, Q1 và Q2, sáu (thay vì bảy) tay đua chậm nhất sẽ bị loại. Phần cuối cùng vẫn được tranh tài bởi mười tay đua nhanh nhất.
Từ giải đua ô tô Công thức 1 Hungary trở đi, giới hạn tốc độ trong làn pit sẽ giảm từ 100 xuống 80 km/h và tất cả các thành viên trong đội pit trong cuộc đua bắt buộc phải đội mũ bảo hiểm. Trong suốt vòng phân hạng và cuộc đua, chỉ các thành viên trong đội và nhân viên quan sát được phép di chuyển tự do trong làn pit và các đại diện truyền thông phải ở sát đường pit. Những thay đổi này được áp dụng sau khi chiếc xe của Mark Webber bị mất bánh sau bên phải vì bị lắp không đúng cách ngay sau khi đổi lốp tại giải đua ô tô Công thức 1 Đức. Lốp đó đâm phải một người quay phim khiến anh này phải nhập viện vì gãy xương và chấn động.

## Tường thuật

### Diễn biến mùa giải

#### Những chặng đua đầu tiên
Giải đua ô tô Công thức 1 Úc, chặng đua đầu tiên của mùa giải, diễn ra ở trường đua Albert Park vào ngày 17 tháng 3 năm 2013 và kéo dài tổng cộng 58 vòng đua. Kimi Räikkönen giành chiến thắng cuộc đua này bằng cách sử dụng chiến thuật hai lần đổi lốp trước Fernando Alonso và Sebastian Vettel. Đó cũng là chiến thắng thứ 20 của Kimi Räikkönen. Mặc dù xuất phát ở vị trí pole, Vettel về đích ở vị trí thứ 3. Do trời mưa to, vòng phân hạng đã bị hủy bỏ sau phần đầu tiên và được kết thúc vào sáng Chủ nhật. Chỉ có 21 tay đua xuất phát vì chiếc xe đua Sauber của Nico Hülkenberg gặp sự cố về nhiên liệu. Maldonado chạy lệch khỏi đường đua và bỏ cuộc và một tay đua khác phải bỏ cuộc là Rosberg do hệ thống điện bị hỏng. Felipe Massa, Lewis Hamilton, Mark Webber, Adrian Sutil, Paul di Resta, Jenson Button và Romain Grosjean ghi điểm sau khi cuộc đua kết thúc. Trong bảng xếp hạng các đội đua, Ferrari dẫn đầu với 30 điểm trước Lotus F1 Team (26 điểm) và Red Bull Racing (23 điểm).
Giải đua ô tô Công thức 1 Malaysia, chặng đua thứ hai trong tổng số 19 chặng đua của mùa giải này, diễn ra ở trường đua Sepang International vào ngày 24 tháng 3 năm 2013 và bao gồm 56 vòng đua. Khi bắt đầu cuộc đua, mặt đường đua vẫn còn hơi ướt và do đó vết dầu loang chỉ được sử dụng khi thờ tiết khô ráo trong cuộc đua. Vào cuối cuộc đua, hai tay đua của Red Bull so kè với nhau để giành chiến thắng một cách tranh cãi sau Mark Webber bịSebastian Vettel vượt và một cuộc so kè khác nữa giữa các tay đua của Mercedes để giành vị trí thứ ba. Sebastian Vettel đã giành chiến thắng cuộc đua này trước đồng đội Webber và Lewis Hamilton. Các tay đua còn lại lấy được điểm trong cuộc đua này là Nico Rosberg, Felipe Massa, Romain Grosjean, Kimi Räikkönen, Nico Hülkenberg, Sergio Pérez và Jean-Éric Vergne. Với chiến thắng này, Vettel dẫn đầu bảng xếp hạng các tay đua với 40 điểm, xếp trên Räikkönen (31 điểm) và Webber (26 điểm). Trong bảng xếp hạng các đội đua, Red Bull Racing có được 66 điểm trước Lotus F1 Team (40 điểm) và Ferrari (cùng 40 điểm).
Fernando Alonso giành chiến thắng tại giải đua ô tô Công thức 1 Trung Quốc tại trường đua Shanghai International với khoảng cách 10 giây trước Kimi Räikkönen và Lewis Hamilton. Cuộc đua diễn ra vào ngày 14 tháng 4 năm 2013 với tổng cộng 56 vòng. Trong cuộc đua này, Mark Webber bỏ cuộc sau do mất một lốp xe vì đội đổi lốp của anh không lắp lốp đúng cách. Các tay đua khác ghi điểm trong cuộc đua này là Sebastian Vettel, Jenson Button, Felipe Massa, Daniel Ricciardo, Paul di Resta, Romain Grosjean và Nico Hülkenberg. Trong cuộc đua này, Ricciardo lập được kết quả tốt nhất của mình trong mùa giải này sau khi về đích ở vị trí thứ 7. Sau cuộc đua này, Vettel tiếp tục dẫn đầu bảng xếp hạng các tay đua với 52 điểm, xếp trên Räikkönen (49 điểm) và Alonso (43 điểm). Trong bảng xếp hạng các đội đua, Red Bull Racing dẫn đầu với 78 điểm trước Ferrari (73 điểm) và Lotus F1 Team (60 điểm).
Tại giải đua ô tô Công thức 1 Bahrain diễn ra vào ngày 21 tháng 4 năm 2013, Sebastian Vettel giành chiến thắng cuộc đua này trước cặp tay đua của Lotus F1 Team, Kimi Räikkönen và Romain Grosjean, tương tự chặng đua vào năm 2012. Vettel phần lớn dẫn đầu cuộc đua và cũng lập vòng đua nhanh nhất. Các tay đua ghi điểm khác trong chặng đua này là Paul di Resta, người đạt kết quả tốt nhất trong sự nghiệp Công thức 1 của mình, Lewis Hamilton, Sergio Pérez, Mark Webber, Fernando Alonso, Nico Rosberg và Jenson Button. Vettel tiếp tục dẫn đầu bảng xếp hạng các tay đua với 77 điểm, xếp trên Räikkönen (67 điểm) và Hamilton (50 điểm). Trong bảng xếp hạng các đội đua, Red Bull Racing dẫn đầu với 109 điểm trước Lotus F1 Team (93 điểm) và Ferrari (77 điểm). Ngoài ra, sự kiện này diễn ra trong điều kiện khó khăn vì các cuộc biểu tình chống lại chế độ chính trị ở Bahrain.

## Kết quả
| Stt | Chặng đua                             | Vị trí pole      | Vòng đua nhanh nhất | Tay đua giành chiến thắng | Đội đua giành chiến thắng | Diễn biến chi tiết |
| --- | ------------------------------------- | ---------------- | ------------------- | ------------------------- | ------------------------- | ------------------ |
| 1   | Giải đua ô tô Công thức 1 Úc          | Sebastian Vettel | Kimi Räikkönen      | Kimi Räikkönen            | Lotus-Renault             | Chi tiết           |
| 2   | Giải đua ô tô Công thức 1 Malaysia    | Sebastian Vettel | Sergio Pérez        | Sebastian Vettel          | Red Bull-Renault          | Chi tiết           |
| 3   | Giải đua ô tô Công thức 1 Trung Quốc  | Lewis Hamilton   | Sebastian Vettel    | Fernando Alonso           | Ferrari                   | Chi tiết           |
| 4   | Giải đua ô tô Công thức 1 Bahrain     | Nico Rosberg     | Sebastian Vettel    | Sebastian Vettel          | Red Bull-Renault          | Chi tiết           |
| 5   | Giải đua ô tô Công thức 1 Tây Ban Nha | Nico Rosberg     | Esteban Gutiérrez   | Fernando Alonso           | Ferrari                   | Chi tiết           |
| 6   | Giải đua ô tô Công thức 1 Monaco      | Nico Rosberg     | Sebastian Vettel    | Nico Rosberg              | Mercedes                  | Chi tiết           |
| 7   | Giải đua ô tô Công thức 1 Canada      | Sebastian Vettel | Mark Webber         | Sebastian Vettel          | Red Bull-Renault          | Chi tiết           |
| 8   | Giải đua ô tô Công thức 1 Anh         | Lewis Hamilton   | Mark Webber         | Nico Rosberg              | Mercedes                  | Chi tiết           |
| 9   | Giải đua ô tô Công thức 1 Đức         | Lewis Hamilton   | Fernando Alonso     | Sebastian Vettel          | Red Bull-Renault          | Chi tiết           |
| 10  | Giải đua ô tô Công thức 1 Hungary     | Lewis Hamilton   | Mark Webber         | Lewis Hamilton            | Mercedes                  | Chi tiết           |
| 11  | Giải đua ô tô Công thức 1 Bỉ          | Lewis Hamilton   | Sebastian Vettel    | Sebastian Vettel          | Red Bull-Renault          | Chi tiết           |
| 12  | Giải đua ô tô Công thức 1 Ý           | Sebastian Vettel | Lewis Hamilton      | Sebastian Vettel          | Red Bull-Renault          | Chi tiết           |
| 13  | Giải đua ô tô Công thức 1 Singapore   | Sebastian Vettel | Sebastian Vettel    | Sebastian Vettel          | Red Bull-Renault          | Chi tiết           |
| 14  | Giải đua ô tô Công thức 1 Hàn Quốc    | Sebastian Vettel | Sebastian Vettel    | Sebastian Vettel          | Red Bull-Renault          | Chi tiết           |
| 15  | Giải đua ô tô Công thức 1 Nhật Bản    | Mark Webber      | Mark Webber         | Sebastian Vettel          | Red Bull-Renault          | Chi tiết           |
| 16  | Giải đua ô tô Công thức 1 Ấn Độ       | Sebastian Vettel | Kimi Räikkönen      | Sebastian Vettel          | Red Bull-Renault          | Chi tiết           |
| 17  | Giải đua ô tô Công thức 1 Abu Dhabi   | Mark Webber      | Fernando Alonso     | Sebastian Vettel          | Red Bull-Renault          | Chi tiết           |
| 18  | Giải đua ô tô Công thức 1 Hoa Kỳ      | Sebastian Vettel | Sebastian Vettel    | Sebastian Vettel          | Red Bull-Renault          | Chi tiết           |
| 19  | Giải đua ô tô Công thức 1 Brasil      | Sebastian Vettel | Mark Webber         | Sebastian Vettel          | Red Bull-Renault          | Chi tiết           |

## Bảng xếp hạng

### Hệ thống ghi điểm
Điểm được trao cho các tay đua về đích ở 10 vị trí đầu tiên.
| Vị trí  | 1  | 2  | 3  | 4  | 5  | 6 | 7 | 8 | 9 | 10 |
| Số điểm | 25 | 18 | 15 | 12 | 10 | 8 | 6 | 4 | 2 | 1  |

### Bảng xếp hạng các tay đua
| Vị trí | Tay đua             | AUS | MAL | CHN | BHR | ESP | MON | CAN | GBR | GER | HUN | BEL | ITA | SIN | KOR | JPN | IND | ABU | USA | BRA | Số điểm |
| ------ | ------------------- | --- | --- | --- | --- | --- | --- | --- | --- | --- | --- | --- | --- | --- | --- | --- | --- | --- | --- | --- | ------- |
| 1      | Sebastian Vettel    | 3P  | 1P  | 4F  | 1F  | 4   | 2F  | 1P  | Ret | 1   | 3   | 1F  | 1P  | 1PF | 1PF | 1   | 1P  | 1   | 1PF | 1P  | 397     |
| 2      | Fernando Alonso     | 2   | Ret | 1   | 8   | 1   | 7   | 2   | 3   | 4F  | 5   | 2   | 2   | 2   | 6   | 4   | 11  | 5F  | 5   | 3   | 242     |
| 3      | Mark Webber         | 6   | 2   | Ret | 7   | 5   | 3   | 4F  | 2F  | 7   | 4F  | 5   | 3   | 15† | Ret | 2PF | Ret | 2P  | 3   | 2F  | 199     |
| 4      | Lewis Hamilton      | 5   | 3   | 3P  | 5   | 12  | 4   | 3   | 4P  | 5P  | 1P  | 3P  | 9F  | 5   | 5   | Ret | 6   | 7   | 4   | 9   | 189     |
| 5      | Kimi Räikkönen      | 1F  | 7   | 2   | 2   | 2   | 10  | 9   | 5   | 2   | 2   | Ret | 11  | 3   | 2   | 5   | 7F  | Ret |     |     | 183     |
| 6      | Nico Rosberg        | Ret | 4   | Ret | 9P  | 6P  | 1P  | 5   | 1   | 9   | 19† | 4   | 6   | 4   | 7   | 8   | 2   | 3   | 9   | 5   | 171     |
| 7      | Romain Grosjean     | 10  | 6   | 9   | 3   | Ret | Ret | 13  | 19† | 3   | 6   | 8   | 8   | Ret | 3   | 3   | 3   | 4   | 2   | Ret | 132     |
| 8      | Felipe Massa        | 4   | 5   | 6   | 15  | 3   | Ret | 8   | 6   | Ret | 8   | 7   | 4   | 6   | 9   | 10  | 4   | 8   | 12  | 7   | 112     |
| 9      | Jenson Button       | 9   | 17† | 5   | 10  | 8   | 6   | 12  | 13  | 6   | 7   | 6   | 10  | 7   | 8   | 9   | 14  | 12  | 10  | 4   | 73      |
| 10     | Nico Hülkenberg     | DNS | 8   | 10  | 12  | 15  | 11  | Ret | 10  | 10  | 11  | 13  | 5   | 9   | 4   | 6   | 19† | 14  | 6   | 8   | 51      |
| 11     | Sergio Pérez        | 11  | 9F  | 11  | 6   | 9   | 16† | 11  | 20† | 8   | 9   | 11  | 12  | 8   | 10  | 15  | 5   | 9   | 7   | 6   | 49      |
| 12     | Paul di Resta       | 8   | Ret | 8   | 4   | 7   | 9   | 7   | 9   | 11  | 18† | Ret | Ret | 20† | Ret | 11  | 8   | 6   | 15  | 11  | 48      |
| 13     | Adrian Sutil        | 7   | Ret | Ret | 13  | 13  | 5   | 10  | 7   | 13  | Ret | 9   | 16† | 10  | 20† | 14  | 9   | 10  | Ret | 13  | 29      |
| 14     | Daniel Ricciardo    | Ret | 18† | 7   | 16  | 10  | Ret | 15  | 8   | 12  | 13  | 10  | 7   | Ret | 19† | 13  | 10  | 16  | 11  | 10  | 20      |
| 15     | Jean-Éric Vergne    | 12  | 10  | 12  | Ret | Ret | 8   | 6   | Ret | Ret | 12  | 12  | Ret | 14  | 18† | 12  | 13  | 17  | 16  | 15  | 13      |
| 16     | Esteban Gutiérrez   | 13  | 12  | Ret | 18  | 11F | 13  | 20† | 14  | 14  | Ret | 14  | 13  | 12  | 11  | 7   | 15  | 13  | 13  | 12  | 6       |
| 17     | Valtteri Bottas     | 14  | 11  | 13  | 14  | 16  | 12  | 14  | 12  | 16  | Ret | 15  | 15  | 13  | 12  | 17  | 16  | 15  | 8   | Ret | 4       |
| 18     | Pastor Maldonado    | Ret | Ret | 14  | 11  | 14  | Ret | 16  | 11  | 15  | 10  | 17  | 14  | 11  | 13  | 16  | 12  | 11  | 17  | 16  | 1       |
| 19     | Jules Bianchi       | 15  | 13  | 15  | 19  | 18  | Ret | 17  | 16  | Ret | 16  | 18  | 19  | 18  | 16  | Ret | 18  | 20  | 18  | 17  | 0       |
| 20     | Charles Pic         | 16  | 14  | 16  | 17  | 17  | Ret | 18  | 15  | 17  | 15  | Ret | 17  | 19  | 14  | 18  | Ret | 19  | 20  | Ret | 0       |
| 21     | Heikki Kovalainen   |     |     |     |     |     |     |     |     |     |     |     |     |     |     |     |     |     | 14  | 14  | 0       |
| 22     | Giedo van der Garde | 18  | 15  | 18  | 21  | Ret | 15  | Ret | 18  | 18  | 14  | 16  | 18  | 16  | 15  | Ret | Ret | 18  | 19  | 18  | 0       |
| 23     | Max Chilton         | 17  | 16  | 17  | 20  | 19  | 14  | 19  | 17  | 19  | 17  | 19  | 20  | 17  | 17  | 19  | 17  | 21  | 21  | 19  | 0       |

Chú thích:
- – Tay đua không hoàn thành chặng đua nhưng được xếp hạng vì đã hoàn thành hơn 90% của cuộc đua.

### Bảng xếp hạng các đội đua
| Vị trí | Đội đua                 | Số xe | AUS | MAL | CHN | BHR | ESP | MON | CAN | GBR | GER | HUN | BEL | ITA | SIN | KOR | JPN | IND | ABU | USA | BRA | Số điểm |
| ------ | ----------------------- | ----- | --- | --- | --- | --- | --- | --- | --- | --- | --- | --- | --- | --- | --- | --- | --- | --- | --- | --- | --- | ------- |
| 1      | Red Bull Racing-Renault | 1     | 3P  | 1P  | 4F  | 1F  | 4   | 2F  | 1P  | Ret | 1   | 3   | 1F  | 1P  | 1PF | 1PF | 1   | 1P  | 1   | 1PF | 1P  | 596     |
| 1      | Red Bull Racing-Renault | 2     | 6   | 2   | Ret | 7   | 5   | 3   | 4F  | 2F  | 7   | 4F  | 5   | 3   | 15† | Ret | 2PF | Ret | 2P  | 3   | 2F  | 596     |
| 2      | Mercedes                | 9     | Ret | 4   | Ret | 9P  | 6P  | 1P  | 5   | 1   | 9   | 19† | 4   | 6   | 4   | 7   | 8   | 2   | 3   | 9   | 5   | 360     |
| 2      | Mercedes                | 10    | 5   | 3   | 3P  | 5   | 12  | 4   | 3   | 4P  | 5P  | 1P  | 3P  | 9F  | 5   | 5   | Ret | 6   | 7   | 4   | 9   | 360     |
| 3      | Ferrari                 | 3     | 2   | Ret | 1   | 8   | 1   | 7   | 2   | 3   | 4F  | 5   | 2   | 2   | 2   | 6   | 4   | 11  | 5F  | 5   | 3   | 354     |
| 3      | Ferrari                 | 4     | 4   | 5   | 6   | 15  | 3   | Ret | 8   | 6   | Ret | 8   | 7   | 4   | 6   | 9   | 10  | 4   | 8   | 12  | 7   | 354     |
| 4      | Lotus-Renault           | 7     | 1F  | 7   | 2   | 2   | 2   | 10  | 9   | 5   | 2   | 2   | Ret | 11  | 3   | 2   | 5   | 7F  | Ret | 14  | 14  | 315     |
| 4      | Lotus-Renault           | 8     | 10  | 6   | 9   | 3   | Ret | Ret | 13  | 19† | 3   | 6   | 8   | 8   | Ret | 3   | 3   | 3   | 4   | 2   | Ret | 315     |
| 5      | McLaren-Mercedes        | 5     | 9   | 17† | 5   | 10  | 8   | 6   | 12  | 13  | 6   | 7   | 6   | 10  | 7   | 8   | 9   | 14  | 12  | 10  | 4   | 122     |
| 5      | McLaren-Mercedes        | 6     | 11  | 9F  | 11  | 6   | 9   | 16† | 11  | 20† | 8   | 9   | 11  | 12  | 8   | 10  | 15  | 5   | 9   | 7   | 6   | 122     |
| 6      | Force India-Mercedes    | 14    | 8   | Ret | 8   | 4   | 7   | 9   | 7   | 9   | 11  | 18† | Ret | Ret | 20† | Ret | 11  | 8   | 6   | 15  | 11  | 77      |
| 6      | Force India-Mercedes    | 15    | 7   | Ret | Ret | 13  | 13  | 5   | 10  | 7   | 13  | Ret | 9   | 16† | 10  | 20† | 14  | 9   | 10  | Ret | 13  | 77      |
| 7      | Sauber-Ferrari          | 11    | DNS | 8   | 10  | 12  | 15  | 11  | Ret | 10  | 10  | 11  | 13  | 5   | 9   | 4   | 6   | 19† | 14  | 6   | 8   | 57      |
| 7      | Sauber-Ferrari          | 12    | 13  | 12  | Ret | 18  | 11F | 13  | 20† | 14  | 14  | Ret | 14  | 13  | 12  | 11  | 7   | 15  | 13  | 13  | 12  | 57      |
| 8      | Toro Rosso-Ferrari      | 18    | 12  | 10  | 12  | Ret | Ret | 8   | 6   | Ret | Ret | 12  | 12  | Ret | 14  | 18† | 12  | 13  | 17  | 16  | 15  | 33      |
| 8      | Toro Rosso-Ferrari      | 19    | Ret | 18† | 7   | 16  | 10  | Ret | 15  | 8   | 12  | 13  | 10  | 7   | Ret | 19† | 13  | 10  | 16  | 11  | 10  | 33      |
| 9      | Williams-Renault        | 16    | Ret | Ret | 14  | 11  | 14  | Ret | 16  | 11  | 15  | 10  | 17  | 14  | 11  | 13  | 16  | 12  | 11  | 17  | 16  | 5       |
| 9      | Williams-Renault        | 17    | 14  | 11  | 13  | 14  | 16  | 12  | 14  | 12  | 16  | Ret | 15  | 15  | 13  | 12  | 17  | 16  | 15  | 8   | Ret | 5       |
| 10     | Marussia-Cosworth       | 22    | 15  | 13  | 15  | 19  | 18  | Ret | 17  | 16  | Ret | 16  | 18  | 19  | 18  | 16  | Ret | 18  | 20  | 18  | 17  | 0       |
| 10     | Marussia-Cosworth       | 23    | 17  | 16  | 17  | 20  | 19  | 14  | 19  | 17  | 19  | 17  | 19  | 20  | 17  | 17  | 19  | 17  | 21  | 21  | 19  | 0       |
| 11     | Caterham-Renault        | 20    | 16  | 14  | 16  | 17  | 17  | Ret | 18  | 15  | 17  | 15  | Ret | 17  | 19  | 14  | 18  | Ret | 19  | 20  | Ret | 0       |
| 11     | Caterham-Renault        | 21    | 18  | 15  | 18  | 21  | Ret | 15  | Ret | 18  | 18  | 14  | 16  | 18  | 16  | 15  | Ret | Ret | 18  | 19  | 18  | 0       |

Chú thích:
- – Tay đua không hoàn thành chặng đua nhưng được xếp hạng vì đã hoàn thành hơn 90% của cuộc đua.

Chú thích mở rộng cho các bảng trên:
| Chú thích                | Chú thích                                |
| Màu                      | Ý nghĩa                                  |
| ------------------------ | ---------------------------------------- |
| Vàng                     | Chiến thắng                              |
| Bạc                      | Hạng 2                                   |
| Đồng                     | Hạng 3                                   |
| Xanh lá                  | Các vị trí ghi điểm khác                 |
| Xanh dương               | Được xếp hạng                            |
| Xanh dương               | Không xếp hạng, có hoàn thành (NC)       |
| Tím                      | Không xếp hạng, bỏ cuộc (Ret)            |
| Đỏ                       | Không phân hạng (DNQ)                    |
| Đen                      | Bị loại khỏi kết quả (DSQ)               |
| Trắng                    | Không xuất phát (DNS)                    |
| Trắng                    | Chặng đua bị hủy (C)                     |
|                          | Không đua thử (DNP)                      |
| Loại trừ (EX)            |                                          |
| Không đến (DNA)          |                                          |
| Rút lui (WD)             |                                          |
| Không tham gia (ô trống) |                                          |
| Ghi chú                  | Ý nghĩa                                  |
| P                        | Giành vị trí pole                        |
| Số mũ cao                | Vị trí giành điểm tại chặng đua nước rút |
| F                        | Vòng đua nhanh nhất                      |